# Jestem Polakiem
Jestem Polakiem – pierwsza płyta zespołu Raz, Dwa, Trzy zarejestrowana w lutym 1991 w studiu Winicjusza Chrósta. W 1991 zespół zlecił Polskim Nagraniom wytłoczenie winylowego LP (otrzymał numer Z-SX 0827) oraz nagranie kaset magnetofonowych z tym samym materiałem.

## Lista utworów
| Nr  | Tytuł utworu                                         | Długość |
| --- | ---------------------------------------------------- | ------- |
| 1.  | „Policjanci w Warszawie... mhm”                      | 1:39    |
| 2.  | „Ona idzie”                                          | 2:52    |
| 3.  | „Talerzyk”                                           | 3:26    |
| 4.  | „Każdy ma tyle”                                      | 1:48    |
| 5.  | „W każdym razie, w każdej chwili, w każdej knajpie"” | 2:37    |
| 6.  | „Tak, bo między nami”                                | 4:52    |
| 7.  | „Policjanci w Chicago niszczą stare gazety”          | 2:23    |
| 8.  | „Mesdames et Messieurs!!! Arnold S. Voiľa!!!”        | 4:26    |
| 9.  | „…więc z Wami wszystkimi”                            | 5:24    |
| 10. | „Rytmiczne usiłowanie zabójstwa”                     | 3:24    |
| 11. | „Wchodzi”                                            | 2:53    |
| 12. | „Sopot 5 rano”                                       | 3:21    |
|     |                                                      | 39:05   |

## Twórcy

### Zespół Raz, Dwa, Trzy
- Grzegorz Szwałek – klarnet, sax. tenorowy
- Mirek Kowalik – bas
- Jacek Olejarz – zestaw perkusyjny
- Adam Nowak – gitara, głos, teksty, muzyka

### Gościnnie
- Dariusz Kamys – harmonijka ustna (A5)
- Witek Osiński – werbel (B1)
- Winicjusz Chróst – Korg M1 (B1, B3)